# 水広
水広（みずひろ）は、愛知県名古屋市緑区の地名。現行行政地名は水広一丁目から水広三丁目。住居表示未実施地域。

## 地理
名古屋市緑区東部に位置し、鳴海町、大清水、大清水東、諸の木、平手南、横吹町と接する。

## 歴史

### 町名の由来
鳴海町の小字名「水広下（みずひろげ）」による。古くは「水広げ田面」と呼ばれていたのだという。

### 行政区画の沿革
- 2014年（平成26年）11月15日 - 緑区鳴海町字大清水・平手・水広下・横吹の各一部により水広一丁目、同字大清水・水広下の各一部により水広二丁目および水広三丁目がそれぞれ成立[1]。

## 世帯数と人口
2019年（平成31年）3月1日現在の世帯数と人口は以下の通りである。
| 丁目       | 世帯数  | 人口    |
| ---------- | ------- | ------- |
| 水広一丁目 | 260世帯 | 685人   |
| 水広二丁目 | 253世帯 | 677人   |
| 水広三丁目 | 219世帯 | 598人   |
| 計         | 732世帯 | 1,960人 |

### 人口の変遷
国勢調査による人口の推移
| 2015年（平成27年） | 1,890人 | [ 8 ] |  |

## 学区
市立小・中学校に通う場合、学校等は以下の通りとなる。また、公立高等学校に通う場合の学区は以下の通りとなる。
| 番・番地等 | 小学校                   | 中学校               | 高等学校 |
| ---------- | ------------------------ | -------------------- | -------- |
| 全域       | 名古屋市立鳴海東部小学校 | 名古屋市立扇台中学校 | 尾張学区 |

## 施設

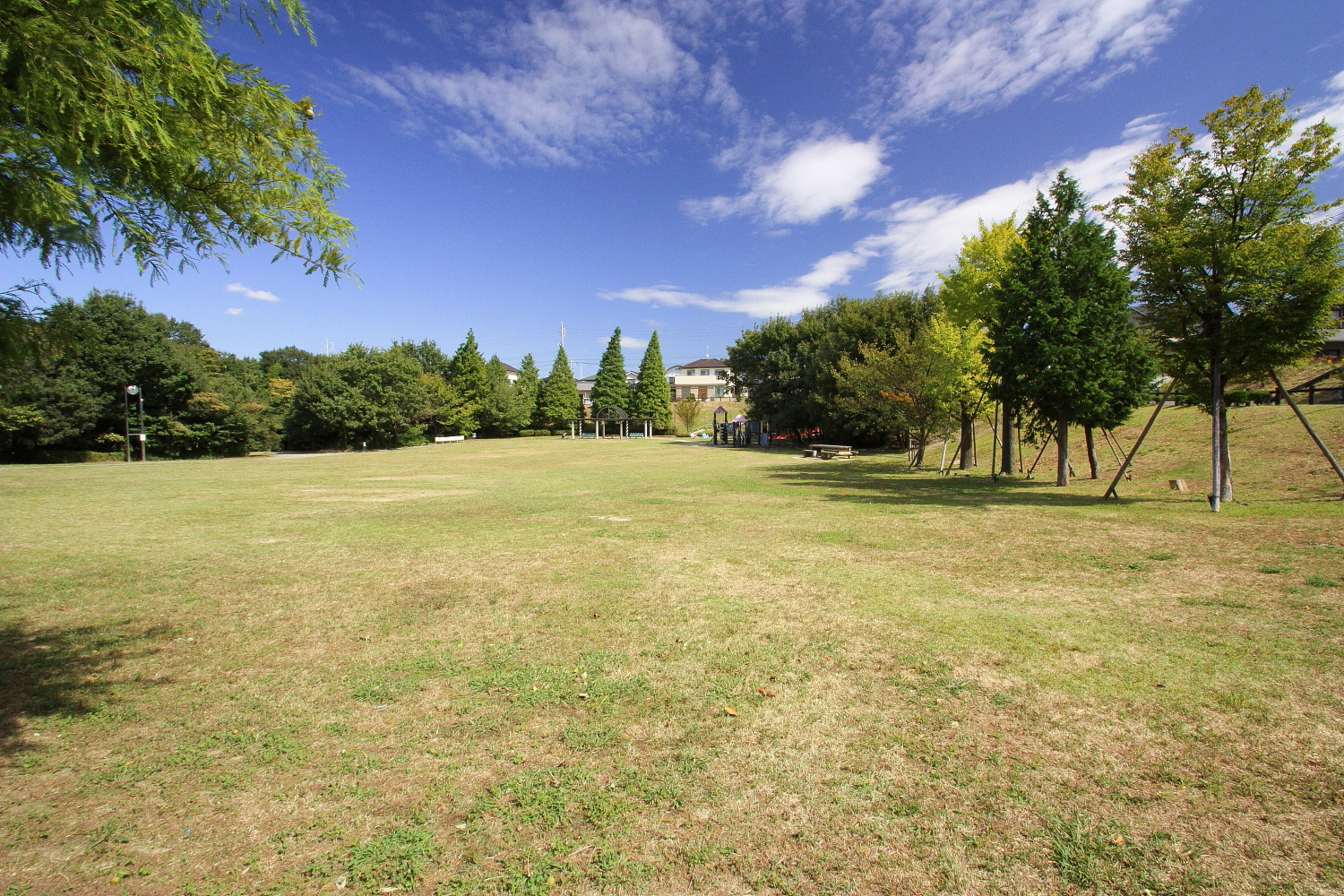
水広公園
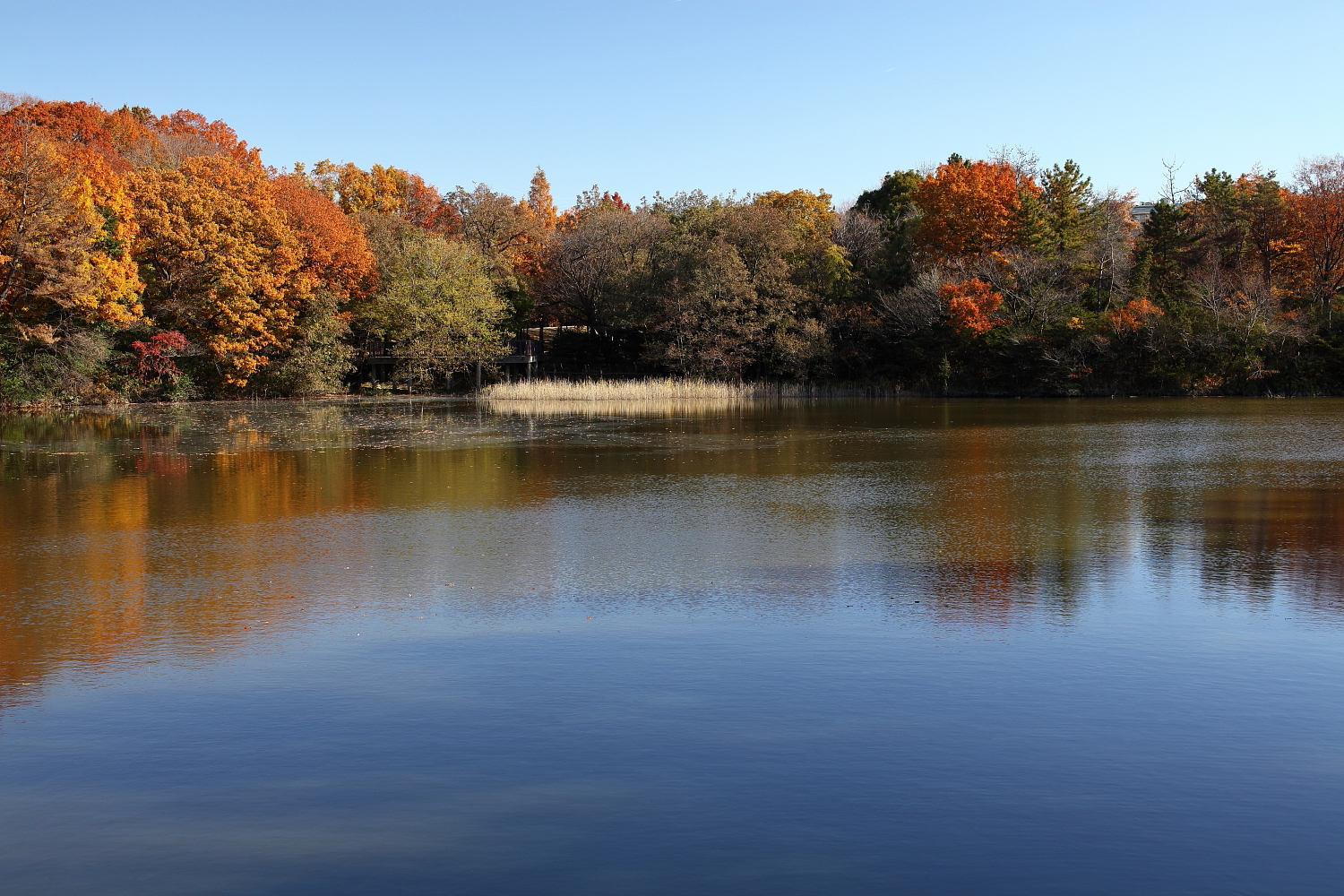
水広下池

2003年（平成15年）4月1日供用開始。
- 水広公園
- 水広下池

## 交通
- 愛知県道220号阿野名古屋線

## その他

### 日本郵便
- 郵便番号 : 458-0848[4]（集配局：緑郵便局[12]）。